# Verallgemeinerte Entropie
Die verallgemeinerte oder generalisierte Entropie respektive der verallgemeinerte oder generalisierte Entropie-Index (Abkürzung: GE) ist eine allgemeine Formel zur Redundanzmessung (von Daten). Die Redundanz kann als Disparität (Ungleichheit), Mangel an Diversität, Nichtzufälligkeit, Verdichtbarkeit oder Segregation der Daten betrachtet werden. Hauptsächlich findet dieses Maß als Ungleichverteilungsmaß Anwendung. Es gleicht der Definition der Redundanz, das auf der Shannon-Entropie basiert, wenn {\displaystyle \alpha =1}, welche in der Ungleichverteilungsmessung auch als Theil-Index {\displaystyle T_{T}} bezeichnet wird. Vollkommen unterschiedliche Daten haben keine Redundanz, so dass {\displaystyle GE=0}, woraus folgt, dass es in der entgegengesetzten Richtung eines Disparitätsmaßes verläuft. Dieses nimmt bei Ordnung eher als bei Unordnung zu, also ist es ein negiertes Maß der Entropie.

## Formel
Die Formel lautet:
{\displaystyle GE(\alpha )={\begin{cases}{\frac {1}{N\alpha (\alpha -1)}}\sum _{i=1}^{N}\left[\left({\frac {y_{i}}{\overline {y}}}\right)^{\alpha }-1\right]&\mathrm {f{\ddot {u}}r} {\text{ reelle Werte }}\alpha \neq 0,1\,,\\{\frac {1}{N}}\sum _{i=1}^{N}\left[{\frac {y_{i}}{\overline {y}}}\ln \left({\frac {y_{i}}{\overline {y}}}\right)\right]&\mathrm {f{\ddot {u}}r} \,\alpha =1\,,\\{\frac {1}{N}}\sum _{i=1}^{N}\ln \left({\frac {\overline {y}}{y_{i}}}\right)&\mathrm {f{\ddot {u}}r} \,\alpha =0\,,\end{cases}}}
wobei {\displaystyle y_{i}} das Einkommen jedes Individuums {\displaystyle i}, das ein Teil von {\displaystyle N} bezeichnet und {\displaystyle \alpha } ist die Gewichtung der Abstände zwischen Einkommen bei verschiedenen Teilen der Einkommensverteilung, darstellt. Manchmal wird bei {\displaystyle \alpha =\beta +1} eine andere Notation verwandt.
Für geringere Werte von {\displaystyle \alpha } nahe 0 ist die GE sensibel bei geringeren Einkommen und vice versa (umgekehrt) für Werte von fast 1. Der {\displaystyle T_{T}} liegt bei {\displaystyle \alpha =1} vor und der Theil-L-Index {\displaystyle T_{L}}, die mittlere logarithmische Abweichung, bei {\displaystyle \alpha =0}. Falls {\displaystyle \alpha =2} ist, beträgt der Wert die Hälfte des quadrierten Variationskoeffizienten:
{\displaystyle GE(\alpha )=1/2(\sigma /\mu )^{2}\quad \quad \quad \mathrm {f{\ddot {u}}r} \,\alpha =2\,.}
Die GE ist eine Transformation des Atkinson-Maßes, wobei {\displaystyle \epsilon =1-\alpha } gilt. Diese Transformation ist {\displaystyle A=1-\exp(-GE)}, so dass das Atkinson-Maß eine Wahrscheinlichkeit anstatt einer Entropie ist.
Wenn {\displaystyle y_{i}} von {\displaystyle \alpha =1} durch {\displaystyle {\tfrac {1}{y_{i}}}} (beispielsweise: Einkommen pro Person verändert sich zu Person je Einkommen) ersetzt wird, dann ist {\displaystyle \alpha =1} mit {\displaystyle \alpha =0} äquivalent.